# Зиновій (Мажуга)
Митрополит Зиновій (груз. მიტროპოლიტი ზინობი, в миру Захарія Іоакимович Мажуга, груз. ზაქარია აკიმის ძე მაჟუგა, у схимі Серафим; 14 вересня 1896, Глухів, Чернігівська губернія — 8 березня 1985, Тбілісі, Грузія) — український релігійний діяч у Грузії. Єпископ Грузинської православної церкви, з 1960 року на Тетрицкаройській кафедрі з 1972 року в сані митрополита.
25 березня 2009 року канонізований як місцевошанований святий Священним синодом Української православної церкви. Пам'ять совершається 9 вересня (за юліанським календарем) в день собору преподобних отців Глинських.

## Біографія
Народився 14 вересня 1896 року в місті Глухові у родині робітника. Рано осиротів, виховувався в родині дядька, жив у злиднях. Був відданий в будинок працьовитості при Глинській пустині, де закінчив парафіяльну школу й навчився кравецької справи. У 1912 році Захарія став послушником у Глинській пустині. Його духовним батьком був батько Герасим.
Під час Першої світової війни був призваний до діючої армії, де застудив ноги і захворів на екзему, яка мучила його все життя. Згодом до неї додався тромбофлебіт і незагойні трофічні виразки. Після демобілізації повернувся до Глинської пустині.
У червні 1920 року був пострижений у рясофор, а в березні 1921 року — у чернецтво з ім'ям Зиновій, на честь священномученика Зиновія Егейського. Поширена версія про прийняття ним постриження в день Благовіщення в 1917 році, але це не підтверджується архівними даними.
У 1922 році, після закриття Глинської пустині, переїхав на Кавказ: оселився в Драндському Успенському монастирі поблизу Сухумі. Був висвячений на ієродиякона, а в 1925 році — на сан ієромонаха. У 1925—1930 роках служив у церкві святителя Миколая в Сухумі. Разом з іншими організовував в горах чернечу громаду, в якій проживали старці різних монастирів (з Києво-Печерської, Почаївської та інших обителей). Через кілька років владою був висланий з Грузії і оселився в Ростові-на-Дону, де служив у Софійській церкві.
У 1936 році був заарештований і засуджений до заслання у Середню Азію. Протягом семи місяців утримувався в розподільнику, де захворів на малярію. Для одужання був направлений на Урал, де провів п'ять років.
В ув'язненні продовжував проводити богослужіння: хрестив, сповідав і відспівував ув'язнених, використовуючи замість єпитрахилі рушник.
Після звільнення з ув'язнення повернувся до Грузії. В Тбілісі він познайомився з католтикосом-патріархом Грузії Каллвстратом і за його благословення, з 1942 по 1945 рік служив в тбіліському Сіонському Успенському соборі і був духівником скиту святої Ольги в місті Мцхета.
У 1945 році був возведений у сан ігумена.
У 1945—1947 роках служив у храмі святителя Миколая в селі Кірове (Вірменія), в 1947—1950 роки — настоятель Свято-Духівського храму в Батумі.

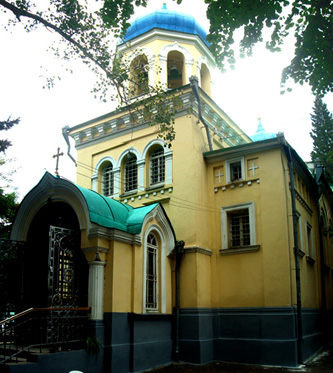
Олександро-Невська церква в Тбілісі, настоятелем якої митрополит Зіновій був 25 років

У 1950 році возведений у сан архімандрита і призначений настоятелем Олександро-Невської церкви в Тбілісі. 11 червня 1952 року призначений членом Священного синоду Грузинської православної церкви.
30 грудня 1956 року висвячений на єпископа. 6 березня 1957 року призначений єпископом Степанованським, вікарієм Патріарха всієї Грузії. У 1960 році патріархом Єфремом II переведений на Тетрицкаройську кафедру.
У 1972 році возведений у сан митрополита.
До кінця свого життя проживав у келії при храмі Олександра Невського в Тбілісі, відмовлявся від пропозиції патріарха переїхати в резиденцію, що відповідала його архієрейській гідності. Він щодня здійснював літургію.
Серед його духовних чад був майбутній патріарх Ілля II, якого він постриг у чернецтво. Користувався повагою з боку московських патріархів Алексія I і Пимена.
За два роки до смерті таємно прийняв схиму з ім'ям Серафим на честь преподобного Серафима Саровського.
В 1975 році разом із схиархімандритом Віталієм (Сидоренко) заснував в будинку останнього в передмісті Тбілісі Дідубе (нині в межах міста) Святорусько-Іверський жіночий монастир, що став, за деякими оцінками, російським духовним центром Закавказзя. Духовним чадом був архімандрит Модест (Потапов), який також відродив два монастиря і був намісником Свято-Іверського жіночого монастиря в місті Ростов-на-Дону і Свято-Донського Старочеркаського чоловічого монастиря в місті Ростов-на-Дону.
Помер 8 березня 1985 року. Відспівування по чернечому чину здійснив католикос-патріарх Ілля II. Похований біля північної стіни церкви Олександра Невського у Тбілісі.
25 березня 2009 року Священним синодом Української православної церкви Московського патріархату схимитрополит Серафим був прославлений як місцевошанований святий з днем пам'яті 9 вересня (за юліанським календарем). Чин прославлення відбувся 21 серпня 2010 року в Глинської пустині. Богослужіння очолив митрополит Київський і всієї України Володимир.

## Дар прозріння майбутніх подій як справжніх
Святитель Зиновій був наділений від Бога даром прозріння як майбутніх, так і вже здійснених подій. Він багато чого передбачав у долі своїх духовних чад, застерігав їх від можливих неприємностей. Від Бога старець мав дар бачення внутрішнього стану людини і знав, яким шляхом вести кожну душу до спасіння.
Владика неодноразово передбачав священство людям, які навіть і не думали про це. Перебуваючи в с. Бурдіно разом зі своїм келейником Олександром, він йому сказав: «Як було б добре, якби ти теж пішов по духовній лінії». На що келейник заперечив, пояснивши, що він дуже сором'язливий, а пастирське служіння вимагає постійного спілкування з людьми. Святитель Зиновій відповів: «Слід поїхати в семінарію. Вони там всього цього навчають». Це Передбачення збулося вже через кілька років після смерті владики в 1985 році. Олександр вступив до Московської Духовної Семінарії, був висвячений архієпископом Олександром у диякона, а на наступний рік Святішим Католикосом-Патріархом Іллею II в Сіонському Соборі — у священика. Після закінчення Московської Духовної Академії залишився тут викладачем і помічником інспектора. Нині протоієрей Олександр Чесноков — клірик Катеринодарської і Кубанської єпархії. Отець Олександр згадує: «По його великому житті і за молитвами Господь дав йому дар передбачення, і багато чого він міг вимолити у Бога за людей. Мені довелося довгий час бути біля нього, і я можу сказати, що його благословення, його слово і порада фактично були справою. Якщо відхилялися від його порад, то нічого не виходило і ще й посилювалося великими неприємними наслідками».
Про один дуже цікавий випадок, що підтверджує прозорливість владики, розповідає протоієрей Георгій Пільгуєв. Він пише: «Особливо вразив мене і мою сім'ю випадок, який стався в 1965 році. Мені дали черговий літній відпочинок, і першу половину відпустки я з дружиною і дітьми провів, відвідуючи святі місця в Москві, Загорську і т. д. Повернувшись додому, ми взяли квиток на поїзд, щоб проводити рідну тітку в Туапсе. Я пішов за благословенням до Владики Зиновія, але їхати він мені не дозволив. Як я не доводив, він був невблаганний. А на наступний день в той час, коли я повинен був бути в дорозі, трапився сильний серцевий напад. Після того як лікарями швидкої допомоги була зроблена кардіограма, мені сказали, що моє лікування — це спокій, і моє спасіння, що все це сталося вдома. Ось тоді ми всі зрозуміли, чому Владика Зиновій не благословив нас в подорож. Ми були вдячні йому за таку проникливість і далекоглядність».
Коли до владики зверталися за порадою, він звертався з молитвою до Бога і просив Його відкрити Свою всеблагую волю про людину, що запитує. Вищенаведений випадок, розказаний отцем Георгієм, як раз і свідчить про це.

## Нагороди
- наперсний хрест (1943 рік, нагородив патріарх Сергій);
- палиця (1949 рік);
- носіння хреста на клобуку (17 листопада 1958 року);
- ордена святої Ніни 1-го та 2-го ступеня (Грузинська православна церква);
- орден святого Володимира 1-го ступеня (Російська православна церква);
- орден апостола Марка 2-го ступеня (Александрійська православна церква);
- орден святого Великомученика Георгія 1-го[11] та 2-го ступеня (Грузинська Православна Церква)
- орден святих Кирила і Мефодія 2-го ступеня (Православна церква Чеських земель і Словаччини).